# Plationus polyacanthus
Plationus polyacanthus is een raderdiertjessoort uit de familie Brachionidae. De wetenschappelijke naam van deze soort is voor het eerst geldig gepubliceerd in 1834 door Ehrenberg.